# Zabawny romans Charliego i Loloty
Zabawny romans Charliego i Loloty (ang. Tillie's Punctured Romance) – amerykański komediowy film niemy, w reżyserii Macka Sennetta. Premiera filmu odbyła się 14 listopada 1914.

## Opis filmu
Lolota (Marie Dressler) została kelnerką, bo Chas (Charlie Chaplin) oszukał ją, zrujnował, a potem uciekł z Mabel. Lecz dawna kochanka dziedziczy nagle trzy miliony. Nicpoń powraca do Loloty i żeni się z nią. Podczas balu żona zastaje Chasa w ramionach Mabel. Rozpoczyna się szalona gonitwa po salonach, ze strzelaniną, przy udziale Keystone Cops pod przewodnictwem kapitana Fatty. Zabawny romans Charliego i Loloty jest pierwszą pełnometrażową komedią. Przed tym filmem żaden nie miał więcej niż jedną trzecią jego długości.

## Obsada
- Marie Dressler – Lolota
- Charlie Chaplin – Charlie
- Mabel Normand – dziewczyna Charliego
- Mack Swain – ojciec Loloty
- Charles Murray – detektyw
- Charley Chase – detektyw
- Hank Mann – policjant
- Alice Howell – gość

i inni